# Eureka Glacier
Eureka Glacier är en glaciär i Antarktis. Den ligger i Västantarktis. Argentina, Chile och Storbritannien gör anspråk på området. Eureka Glacier ligger 479 meter över havet.
Terrängen runt Eureka Glacier är lite kuperad. Trakten är obefolkad. Det finns inga samhällen i närheten.